# Васо Глушац
Васо Глушац (Слатина код Оштре Луке, 1879 — Београд, 1954), рођен је у свештеничкој породици. Послије завршене гимназије у Сарајеву и студија славистике у Бечу, службовао је као суплент и професор гимназија у Бањој Луци (1905 — 1912) и Тузли (1912 — 1914). Због активног националног рада био је оптужен у чувеном бањалучком велеиздајничком процесу. Послије рата био је члан Привременог народног представништва Краљевине Срба, Хрвата и Словенаца, директор гимназија у Тузли (1919 — 1928) и Бањој Луци (1928 — 1932), као и в. д. начелника Просветног одељења банске управе Врбаске бановине. Од 1932. па до Другог свјетског рата члан је и секретар Сената Краљевине Југославије.
Написао је неколико десетина радова из области књижевне критике и историје, а све до данас актуелне су и контроверзне његове књиге и радови о средњовјековној прошлости Босне и Херцеговине, а нарочито о богумилској цркви босанској: Босна и Херцеговина српске су земље по крви и језику (Мостар, 1908), Истина (Мостар, 1911), Повеље Матије Нинослава, бана босанскога и народност његових поданика (Бања Лука, 1912), Неколико питања из прошлости Босне и Херцеговине (Тузла, 1921), Средњовековна »босанска црква« била је православна (Београд, 1924), Истина о богомилима (Београд 1945. и 1992. итд.).
Пријатељство Кочића и Глушца зачето још за вријеме студија у Бечу, настављено је у Бањој Луци кроз сарадњу на покретању и издавању Развитка, а крунисано је кумством – Глушац је крстио Кочићевог сина Слободана (1910—1913).